# Дудіно (Кімрський район)
Дудіно (рос. Дудино) — присілок в Кімрському районі Тверської області Російської Федерації.
Населення становить 27 осіб. Входить до складу муніципального утворення Устиновське сільське поселення.

## Історія
Від 2005 року входить до складу муніципального утворення Устиновське сільське поселення.

## Населення
| 2010 |
| ---- |
| 27   |